# Pennville (Pennsylvanie)
Pennville est une census-designated place située dans le comté de York, dans l’État de Pennsylvanie, aux États-Unis. Lors du recensement de 2020, elle compte 2 430 habitants.